# Basketball-Bundesliga 1980/81
Die Saison 1980/81 ist die 15. Spielzeit der Basketball-Bundesliga. Die höchste Spielklasse im deutschen Vereinsbasketball der Herren, bis 1990 beschränkt auf das Gebiet Westdeutschlands ohne die DDR, wurde in einer Liga mit zehn Mannschaften ausgetragen, an die sich Final- und Relegationsrunden anschlossen.

## Saisonnotizen
- Der BSC Saturn Köln gewann seine erste Meisterschaft und zudem ein Double, nachdem man den Titel im Pokalwettbewerb gegen SSV Hagen verteidigen konnte.
- Die beiden Aufsteiger SpVgg 07 Ludwigsburg und BG DEK/Fichte Hagen mussten nach den letzten beiden Plätzen in der Relegationsrunde gleich wieder absteigen. Zudem zog der Drittletzte Hamburger TB seine Mannschaft aus der höchsten Spielklasse zurück.

## Endstände

### Hauptrunde
| #  | Mannschaft               | Siege | Nieder- lagen | Punkte | Körbe     |
| -- | ------------------------ | ----- | ------------- | ------ | --------- |
| 1  | TuS 04 Leverkusen        | 16    | 2             | 32:40  | 1624:1339 |
| 2  | BSC Saturn Köln (P)      | 15    | 3             | 30:60  | 1613:1365 |
| 3  | ASC 1846 Göttingen (M)   | 13    | 5             | 26:10  | 1436:1280 |
| 4  | MTV 1846 Gießen          | 11    | 7             | 22:14  | 1511:1413 |
| 5  | SSV Hagen                | 10    | 8             | 20:16  | 1492:1363 |
| 6  | MTV Wolfenbüttel         | 9     | 9             | 18:18  | 1510:1436 |
| 7  | USC Bayreuth             | 7     | 11            | 14:22  | 1404:1441 |
| 8  | Hamburger TB             | 6     | 12            | 12:24  | 1333:1511 |
| 9  | SpVgg 07 Ludwigsburg (N) | 2     | 16            | 04:32  | 1296:1639 |
| 10 | BG DEK/Fichte Hagen (N)  | 1     | 17            | 02:34  | 1235:1667 |

| (M) Meister der Vorsaison____        | (N) Neuling (Aufsteiger)____ | (P) Pokalsieger der Vorsaison |
| Fett Für Finalrunde qualifiziert____ |  Relegations-Plätze____      |                               |

### Relegationsrunde
| # | Mannschaft               | Siege | Nieder- lagen | Punkte | Körbe     |
| - | ------------------------ | ----- | ------------- | ------ | --------- |
| 1 | USC Bayreuth             | 12    | 12            | 24:24  | 1980:1943 |
| 2 | Hamburger TB             | 10    | 14            | 20:28  | 1906:2037 |
| 3 | SpVgg 07 Ludwigsburg (N) | 3     | 21            | 06:42  | 1807:2222 |
| 4 | BG DEK/Fichte Hagen (N)  | 3     | 21            | 06:42  | 1760:2241 |

 Absteiger
_____ Freiwilliger Rückzug

### Finalrunde
| # | Mannschaft         | Siege | Nieder- lagen | Punkte | Körbe     |
| - | ------------------ | ----- | ------------- | ------ | --------- |
| 1 | BSC Saturn Köln    | 23    | 5             | 46:10  | 2475:2169 |
| 2 | TuS 04 Leverkusen  | 21    | 7             | 42:14  | 2419:2113 |
| 3 | ASC 1846 Göttingen | 18    | 10            | 36:20  | 2139:1977 |
| 4 | MTV 1846 Gießen    | 16    | 12            | 32:24  | 2259:2198 |
| 5 | SSV Hagen          | 14    | 14            | 28:28  | 2232:2178 |
| 6 | MTV Wolfenbüttel   | 12    | 16            | 24:32  | 2312:2251 |

 Meister